# Brin d'amour
El Brin d'amour es un queso francés de la región de Córcega elaborado a base de leche de oveja. Su nombre significa brizna de amor en el idioma francés si bien en ocasiones también se le conoce como Fleur de maquis (flor del monte bajo) por su aspecto recubierto de hierbas secas.
Se trata de un queso de pasta blanda (no cocida ni prensada) con corteza fermentada y aromatizado a las finas hierbas (ajedrea y romero) lo que le confiere un gusto particular y suave y un color mezcla de rojo y verde.
Su periodo de degustación óptima se extiende de mayo a agosto, tras un añejamiento de 2 meses. Aunque también puede consumirse sin merma de calidad de marzo a octubre.